# Elson Ferreira de Souza
Elson Ferreira de Souza (født 30. oktober 1989) er en brasiliansk fodboldspiller.